# Folladela
Folladela (llamada oficialmente San Pedro de Folladela) es una parroquia del municipio de Mellid, en la provincia de La Coruña, Galicia, España.

## Entidades de población
Entidades de población que forman parte de la parroquia:
- A Pena
- As Figueiras
- Campolongo (Campo Longo)
- Chapelín
- Eirexe
- Marcoraos de Abaixo
- Marcoraos de Arriba
- O Foro
- Porto (O Porto)

## Despoblados
- A Anduriña (A Andoriña)
- Fontexoán
- Guende
- Pereiro (O Pereiro)

## Demografía
| Gráfica de evolución demográfica de Folladela entre 2000 y 2018 |
|                                                                 |
| Población de derecho según el padrón municipal del INE          |